# Havenlicht van Hoorn
Het Havenlicht van Hoorn (ook Grote Lantaarn) is een houten lichtopstand aan de Lantaarndijk op het Visserseiland in Hoorn in de Nederlandse provincie Noord-Holland.
Het havenlicht is aangelegd in 1642 bij de aanleg van de Oosterhaven. De lichtopstand werd met een grote kaars van licht voorzien. De kosten werden als vuurgeld betaald door de beurtvaart die een avonddienst met Amsterdam onderhield. In 1692 brak brand uit in de Grote Lantaarn waarna de stellage moest worden vernieuwd.
Het havenlicht werd voorzien van een misthoorn en een huisje om deze te bedienen. Het geheel was geel geschilderd. Het huisje is in 1934 afgebroken omdat daar jongeren rondhingen. In 1968 werd de lichttoren gedemonteerd vanwege de slechte staat van onderhoud. In 1977 werd een replica gebouwd op een werf bij een houthandel in Dieren, in elkaar gezet op 50 meter afstand van de huidige locatie en met een hijskraan op zijn plaats gezet. 

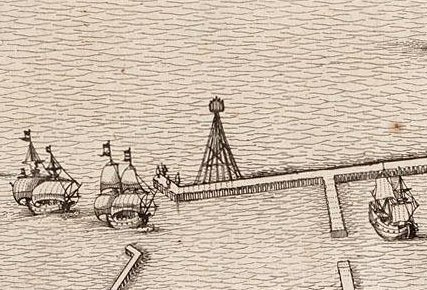
Het havenlicht op een kaart gemaakt door Johannes Blaeu in 1649
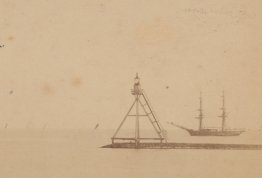
Havenlicht in 1885
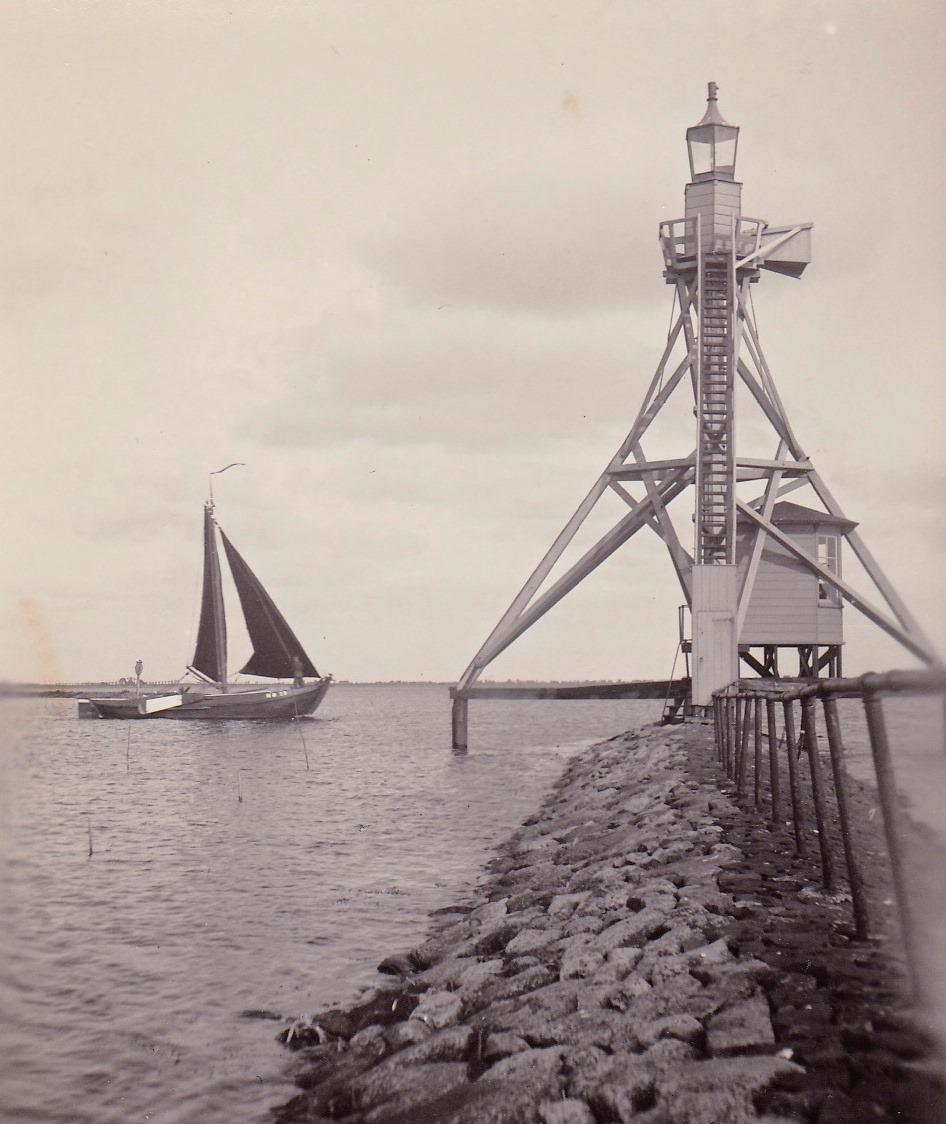
Havenlicht rond 1920 voorzien van misthoorn en een misthuisje